# Cabal (Argentina)
Cabal es  una localidad argentina ubicada en el departamento La Capital de la provincia de Santa Fe. Se halla 2 km al oeste de la ruta nacional 11, y 3 km al este del río Salado.

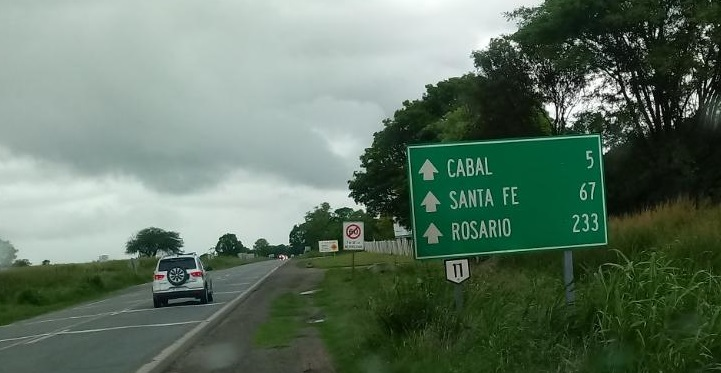
Ruta Nacional 11, en la provincia de Santa Fe, en las inmediaciones a Cabal

El agua potable proviene de una perforación.

## Población
Cuenta con 205 habitantes (Indec, 2010), lo que representa un incremento frente a los 190 habitantes (Indec, 2001) del censo anterior.
| Gráfica de evolución demográfica de Cabal entre 1991 y 2010 |
|                                                             |
| Fuente: Censos nacionales del INDEC                         |